# 辻森梓咲
辻森 梓咲（つじもり あずさ、7月13日 - ）は、日本の女性声優。千葉県出身。HIGH PINE所属。

## 来歴
幼少期から両親の影響で海外ドラマを視聴することが多く、吹き替えを通じて声優という職業の存在を知った。中学生の頃からアニメや声優が出演する番組を視聴するようになり、学園が舞台の作品でキャストが作中のキャラクターと同じ制服を着ている姿を見たことが「声優になりたい」と言うモティベーションに繋がったのではないかとしている。
2023年、当時EARLY WINGのグループ企業であったPUGNUSへ入所してから2週間で同年3月末より欠員が発生していた声優ユニット・SMILE PRINCESSの追加メンバー選抜オーディションを受けて合格となり、7月30日に幕張メッセで行われたワンダーフェスティバル2023［夏］の特設ステージにおいて中途加入が発表された。
2024年3月31日をもってPUGNUSを退所し、フリーとなった。同年7月放送開始の『モブから始まる探索英雄譚』でテレビアニメ初出演。7月22日、PUGNUSから社名変更したHIGH PINEに再入所。

### SMILE PRINCESS加入の経緯
2021年放送のテレビアニメ『プラオレ!〜PRIDE OF ORANGE〜』では、主人公の水沢愛佳役で主演デビューした増田里紅を始めとするメインキャスト7名で声優ユニット・SMILE PRINCESS（スマプリ）が結成された。
スマプリはアニメの放送終了後も作品の舞台となった栃木県日光市のイベント出演や2022年3月の江戸川区総合文化センター、同年9月の横浜ベイホールと2回のライブ開催などの活動を行っていたが、2023年3月に増田が声優活動を休止しユニットからも脱退してしまう。
増田の脱退後、ユニットは「当面6名で活動を継続する」としていたが、上述の通り追加オーディションに合格した辻森が中途加入し、7月30日から再び7人体制となった。サイバーエージェントでプロデューサーを務める村上貴志は辻森の加入について「他と重ならない個性、情熱的でピュアなところが魅力。新しい風を吹かせてくれると思いました」とコメントしている。
加入後はYouTube配信番組『SMILE PRINCESS復活生放送』の第5回から最終回まで本郷里実（清瀬優役）と共同でMCを担当した。中途加入の時点では『プラオレ！』の水沢愛佳役についても辻森が引き継ぐのかに関して明言されていなかったが、11月5日にアニメのX（旧Twitter）公式アカウントが更新された際に、正式に2代目の愛佳役として発表された。しかしアニメの続編等が制作されることは無く、愛佳役を演じる機会の無いままスマプリは2024年8月を以て解散した。

## 人物
趣味はガチャガチャを引くこと、特技はギターを弾くこと。

## 出演

### テレビアニメ
- モブから始まる探索英雄譚（2024年、田辺光梨[6][11]）
- ボールパークでつかまえて!（2025年、ピンク髪[12]）

### インターネットテレビ
- SMILE PRINCESS復活生放送（2023年8月17日 - 2024年2月8日、YouTube）

### その他
- 朗読劇『白きは沈黙の街で』（2024年11月13日 - 17日、CBGKシブゲキ!!）
- 咲女花劇『結ぶ手、けせらと咲き乱れ』（2025年2月26日 - 3月2日、六行会ホール）

## ディスコグラフィ
| 発売日  | 商品名           | 歌             | 楽曲                 | 備考                                                          |
| 2023年  | 2023年           | 2023年         | 2023年               | 2023年                                                        |
| ------- | ---------------- | -------------- | -------------------- | ------------------------------------------------------------- |
| 8月23日 | fakey merry game | SMILE PRINCESS | 「fakey merry game」 | テレビアニメ『ライアー・ライアー』エンディング主題歌          |
| 8月23日 | fakey merry game | SMILE PRINCESS | 「Revolution No.1」  | ゲーム『プラオレ！ 〜SMILE PRINCESS〜』挿入歌                 |
| 2024年  |                  |                |                      |                                                               |
| 8月18日 | MOVE ON BABY     | SMILE PRINCESS | 「MOVE ON BABY」     | テレビアニメ『モブから始まる探索英雄譚』第7 - 9話エンディング |
| 8月18日 | MOVE ON BABY     | SMILE PRINCESS | 「PRINCESS PRIDE」   |                                                               |

### ユニットメンバー
1. ↑  本郷里実、相良茉優、北守さいか、汐入あすか、森山由梨佳、青山吉能、辻森梓咲